# Curbă bicuspidă

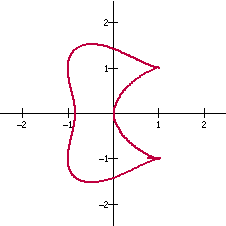
Curbă bicuspidă unde a = 1

Curba biscuspidă este o curbă plană de gradul patru cu ecuația
{\displaystyle (x^{2}-a^{2})(x-a)^{2}+(y^{2}-a^{2})^{2}=0\,}
unde a determină mărimea curbei.
Bicuspida are doar două puncte ca singularități și de aceea este o curbă de genul întâi, cu invariantul j −4096/11. Este, deci, izomorfă cu o curbă eliptică. Dacă se substituie
{\displaystyle x={\frac {a(2u-1)}{2u^{2}-2u+1}}}
și
{\displaystyle y={\frac {a(2v+1)}{2u^{2}-2u+1}}}
în ecuația bicuspidei și se factorizează, se obține
{\displaystyle v^{2}+v=u^{3}-u^{2}\,}
care este ecuația unei curbe eliptice în forma Tate-Weierstrass.
Această curbă este una foarte cunoscută, fiind una dintre cele trei curbe conductor 11, care este cel mai mic conductor pentru curbe eliptice. Acest lucru înseamnă că bicuspida poate fi parametrizată printr-o formă modulară de nivel 11.